# Musée de France d'Opale Sud
Le musée de France d'Opale Sud est un musée artistique et historique français, labellisé « Musée de France », situé à Berck, dans le Pas-de-Calais.
Le musée fait partie du réseau des musées du pays du Montreuillois appelé patrimoine et musées en pays du montreuillois (2P2M) et qui regroupe les musées des villes du Touquet-Paris-Plage, Étaples, Montreuil et Berck.

## Localisation
Créé en mars 1979 dans l’ancienne gendarmerie, le musée s’est agrandi en 2002 d’une construction neuve à l’arrière du bâtiment, il est situé au no 60, rue de l'Impératrice, à 300 mètres de la plage et accessible à tous publics. Auparavant, les collections étaient présentées dans les salons de l'hôtel de ville.
Il est labellisé Musée de France et présente, sur deux niveaux, collections permanentes et expositions temporaires.

## Conservateur
- Georges Dilly

## Les collections
Le musée possède des collections archéologiques régionales, de la proto-histoire à l'époque médiévale, ainsi que des peintures datant de la fin du XIXe siècle et du début du XXe siècle.

### Collection de peintures

#### Artistes présentés
- Marius Chambon
- Eugène Chigot
- Julien Déjardin
- Georges Laugée
- Jan Lavezzari
- Ludovic-Napoléon Lepic
- Charles Roussel
- Francis Tattegrain
- Eugène Trigoulet

#### Œuvres présentées
- Chasseur à l'autour, Marius Chambon, 1914, huile sur toile, 101 × 82 cm[2]
- L'Attente, Eugène Chigot, huile sur toile
- Les dunes, environs de Berck-Plage, Julien Dujardin, 1895, huile sur toile, 73,3 × 116,7 cm[3]
- Retour de pêche, Georges Laugée, fin du XIXe siècle, huile sur toile, 66 × 54 cm[4]
- Remontée des cordes, Jan Lavezzari, huile sur toile
- La plage de Berck au pliant, Ludovic-Napoléon Lepic, entre 1877 et 1879, huile sur toile, 73,5 × 92,5 cm[5]
- Après la tempête, Ludovic-Napoléon Lepic, entre 1883 et 1885, huile sur toile, 90 × 50 cm[6]
- La réparation des voiles, Ludovic-Napoléon Lepic, entre 1883 et 1885, huile sur toile, 130 × 51 cm[7]
- Pêcheuses de crevettes, Charles Roussel, fin du XIXe siècle et début du XXe siècle, huile sur toile, 61 × 108 cm[8]
- Tobie et l’ange, Charles Roussel, fin du XIXe siècle, huile sur toile, 65 × 81 cm[9]
- Dunes, Francis Tattegrain, 1898 ?, huile sur toile, 46 × 61 cm[10]
- Matelote à l’enfant, Eugène Trigoulet, fin du XIXe siècle et début du XXe siècle, huile sur toile, 47 × 39 cm[11]

### Collections archéologiques

#### Période gauloise
Des objets du IIIe siècle av. J.-C. mis au jour sur le site de production de sel de Sorrus sont parmi les plus anciens objets en bois découverts dans le nord de la France. Les tombes trouvées à quelques centaines de mètres de l'atelier.
Offrandes du sanctuaire de Dompierre-sur-Authie : armes, bijoux et monnaies déposés jusqu'au Ier siècle.

#### Période romaine
Une statuette de Sucellos, dieu celte, l'une des plus belles, représentant cette divinité, découvertes en France. Cette statuette témoigne du processus de romanisation de la région, tout comme les céramiques et verreries des sépultures de Fréthun des Ier et IIIe siècle, et de Marenla du IVe siècle.

#### Période mérovingienne
Des objets mérovingiens des VIe et VIIe siècles proviennent de 12 000 tombes fouillées dans la région. Sont exposés de nombreux bijoux.

#### Moyen Âge et période moderne
Sont exposés de la vaisselle, un calice, datant de l'an 1488, trouvé dans la Ternoise et des objets et meubles de la vie quotidienne.

## Pour approfondir